# Bunyaviridae
La família Bunyaviridae es troba entre les famílies més grans de virus d'ARN. La família té més de 530 membres nomenats que s'assignen als cinc gèneres inclosos Hantavirus, Nairovirus, Orthobunyavirus, Phlebovirus o Tospovirus, o encara per classificar. Molts bunyavirus poden causar malalties en humans. Aquestes malalties solen manifestar-se com a artritis/erupcions, febres/miàlgies, malalties pulmonars, encefalitis o febres hemorràgiques virals. A més, els bunyavirus poden causar malalties greus en animals salvatges i domesticats i en plantes ornamentals o de cultius silvestres o conreades (només tospovirus). La majoria dels bunyavirus es transmeten entre hostes per artròpodes (predominantment mosquits, paparres, flebotòcs, mosquits o trips), mentre que els hantavirus es transmeten per excrements o secrecions contaminats o per mossegades de rosegadors, eulipotifles o ratpenats infectats.
La família dels Bunyaviridae són un tipus de virus d'ARN monocatenari (-) es troben en artròpodes o rosegadors alguns poden infectar humans; altres infecten plantes. El seu nom és degut a la localitat de Bunyamwera a Uganda on fou aïllat el primer espècimen del grup.
Els Bunyaviridae morfològicament s'assemblen als de la família Paramyxoviridae; els Bunyaviridae estan embolcallats i els virions són esfèrics. Els bunyavírids tenen genomes tripartits. La seva mida total és de 10,5 a 22,7 kpb. Alguns dels seu membres poden causar zoonosis en els humans.

## Classificació
El Bunyiviridae es classifiquen en cinc gèneres
- Gènere Hantavirus; espècie tipus: Virus Hanta. Causen febres hemorràgiques en humans (Febre de Congo-Crimea) el reservori solen ser ratolins.
- Gènere Nairovirus; espècie tipus: Dugbe virus.
- Gènere Orthobunyavirus; espècie tipus: Bunyamwera virus. Inclou el virus de Schmallenberg.
- Gènere Phlebovirus; espècie tipus: El virus de la febre de la Vall del Rift pertany a aquest gènere i afecta ovelles, vaques i cabres, humans.
- Gènere Tospovirus; espècie tipus: Tomato spotted wilt virus. Afecten a plantes.